# Балаган (фильм)
«Балаган» — советский художественный фильм, снятый режиссёром Андреем Бенкендорфом на киностудии им. А. Довженко в 1990 году.

## Сюжет
Главный герой фильма — талантливый поэт Иван, чья искренняя одаренность ни у кого не вызывает сомнения. Но лирическое направление его творчества, далеко от конъюнктуры периода перестройки и не приносит поэту ни признания, ни денег. В 40 лет он автор единственного сборника стихов, обременённый долгами, не находит взаимопонимания с женой. Однако Иван не может заставить себя следовать «умным советам» приспособленцев от литературы, и скорее находит забвение в пьянстве вместе с трагикомичным другом Сократом. Иван видит, как легко люди вокруг него идут на измену ради лучшей жизни — например, молодой красавец Игорь, выставляя себя поборником принципов и бунтовщиком, бросает любимую женщину, чтобы выгодно жениться на дочери главного редактора. Сам Иван при этом не способен вырваться из замкнутого круга, который напоминает балаганную карусель …
Фильм показывает жизненные перепетии характерного персонажа поздней советской эпохи — способного и честного, но слабодушного интеллигента. В сюжет фильма включены сны героя, придающие киноленте определённую мистичность.

## В ролях
- Валерий Ивченко — «Сократ», пьяница
- Владимир Ерёмин — Иван, поэт
- Ольга Егорова — Лика, любовница Ивана
- Людмила Ефименко — Ольга, жена Ивана
- Виктор Цымбалист — «Майстер», успешный и состоятельный поэт, считает себя учителем Ивана
- Анатолий Хостикоев — Игорь, коллега Ивана
- Борис Романов — Гриша Скрябин, грузчик, собутыльник
- Василий Фущич — Александр Семёнович, редактор
- Владислав Кудиевский — «интеллигент», буйный пьяница
- Борис Зеленецкий — дирижёр
- Мария Мишурина — Ганночка (Аннушка), возлюбленная Игоря
- Сергей Подгорный — Сергей, бульдозерист
- Татьяна Агрызкова — эпизод
- Иван Бондарь — слепой
- Виктор Демерташ — коллега Ивана, на свадьбе у Игоря
- Степан Жаворонок — эпизод
- Юрий Жариков — эпизод
- Елена Лицканович —эпизод
- Анатолий Переверзев — эпизод
- Валентина Салтовская — эпизод
- Игорь Чаленко — эпизод
- Вячеслав Чаленко — эпизод

## Съёмочная группа
- Автор сценария — Георгий Шевченко
- Режиссёр-постановщик — Андрей Бенкендорф
- Главный оператор — Григорий Булкот
- Оператор-постановщик — Владимир Гутовский
- Художник-постановщик — Виталий Лазарев
- Режиссёр — Юрий Жариков
- Постановщик трюков -Сергей Головкин
- Композитор — Игорь Поклад
- Песни на слова Александра Вратарёва
- Звукооператор — Наталья Домбругова
- Директор фильма — Игорь Чаленко

Режиссёр-постановщик Андрей Бенкендорф считал фильм «Балаган» самым любимым из своих произведений.